# Atlantische gaffelkabeljauw
De Atlantische gaffelkabeljauw (Urophycis chuss) is een straalvinnige vis uit de familie van Phycidae, orde van kabeljauwachtigen (Gadiformes). De vis kan maximaal 66 centimeter lang en 3600 gram zwaar worden. 

## Leefomgeving
Urophycis chuss is een zoutwatervis. De vis komt voor in gematigde wateren in de Atlantische Oceaan op een diepte tot 35 meter.

## Relatie tot de mens
Urophycis chuss is voor de visserij van aanzienlijk commercieel belang. In de hengelsport wordt er weinig op de vis gejaagd. 